# Pär Arvidsson
Pär Johan Arvidsson  (Risinge, 27 februari 1960) is een voormalig internationaal topzwemmer uit Zweden, die namens zijn vaderland de gouden medaille won op de 100 meter vlinderslag bij de Olympische Spelen van Moskou (1980). In de aanloop naar het Olympisch toernooi in de hoofdstad van de toenmalige Sovjet-Unie had de zwemmer van de Finspångs Simklubb al het wereldrecord op de 100 meter vlinderslag aangescherpt tot 54,15.
Arvidsson had eerder al deelgenomen aan de Olympische Spelen van Montreal (1976). Daarnaast maakte de dertigvoudig Zweeds kampioen (1976-1985) zijn opwachting bij de WK zwemmen van 1978 (Berlijn) en 1982 (Guayaquil), en bij de EK zwemmen van 1977 (Jönköping), 1981 (Split) en 1983 (Rome).
1968: Doug Russell ·
1972: Mark Spitz ·
1976: Matt Vogel ·
1980: Pär Arvidsson ·
1984: Michael Groß ·
1988: Anthony Nesty ·
1992: Pablo Morales ·
1996: Denis Pankratov ·
2000: Lars Frölander ·
2004: Michael Phelps ·
2008: Michael Phelps ·
2012: Michael Phelps ·
2016: Joseph Schooling ·
2020: Caeleb Dressel ·
2024: Kristóf Milák